# Floresta Nacional de Negreiros
A floresta nacional de Negreiros está localizada no município de Serrita, no estado de Pernambuco na região nordeste do Brasil. O bioma predominante é a caatinga. Criada por Decreto Federal em 11 de Outubro de 2007 com o objetivo de promover o uso múltiplo sustentável dos recursos florestais, a manutenção de banco de germoplasma in situ de espécies florestais nativas, inclusive as características de vegetação de cerrado e caatinga, a manutenção e a proteção dos recursos hídricos e da biodiversidade, e a recuperação de áreas degradadas.